# Kurultai du peuple (Kirghizistan)
 (juillet 2025).
Le Kurultai du peuple est une assemblée créée par la Constitution du Kirghizistan adoptée lors du référendum constitutionnel kirghize de 2021.
La première réunion (réunissant 1000 délégués) a lieu en novembre 2022, la deuxième réunion (réunissant 700 délégués) en décembre 2023, et sa troisième réunion en décembre 2024.